# غالوب (شركة)
شركة لويس غالوب للألعاب، هي شركة ألعاب سابقة يقع مقرها الرئيسي في جنوب سان فرانسيسكو، كاليفورنيا. اشتهرت بإنشاء "ألعاب الآلات الدقيقة"، وكانت مسؤولة عن 50% من مبيعاتها في عام 1989،  وكانت مسؤولة عن توزيع غيم جيني في الولايات المتحدة.

## التاريخ
تأسست شركة لويس غالوب للألعاب عام 1957، أسسها لويس غالوب وزوجته باربرا غالوب، وكانت في الأساس شركة توزيع صغيرة للألعاب والقرطاسية. حققت شركة غالوب أول نجاحاتها في مجال الألعاب عندما أعادت تقديم لعبة Jolly Chimp التي تعمل بالبطارية، وهي لعبة قرد يقرع الصنج ويهز رأسه عند تنشيطه.  أصبحت الشركة كيانًا معترفًا به قانونيًا (سجلت رسمياً) عام 1968. 
عام 1970، مرض لويس جالوب مرضًا شديداً لدرجة أنه لم يتمكن من مواصلة عمله رئيساً للشركة، وترك ابنه ديفيد البالغ من العمر 21 عامًا الدراسة في جامعة جنوب كاليفورنيا لتولي إدارة الأعمال العائلية. بالتعاون مع شقيقه نائب الرئيس روبرت غالوب، سعى ديفيد بقوة إلى تطوير منتجات جديدة، ونجح في ترقية الشركة إلى شركة تبلغ قيمتها مليون دولار بحلول عام 1976. 
عام 1984، حاول غالوب الحصول على ترخيص لعبة الاتحاد العالمي للمصارعة (WWF)، لكنه خسر لصالح شركة إل جاي إن. 
تأثرت الشركة بشكل كبير بالانهيار المالي الذي حدث يوم الاثنين الأسود عام 1987، إذ خسرت فيه 25 مليون دولار، ولكنها تعافت في العام التالي من خلال تحقيق ربح قدره 6 ملايين دولار. بحلول عام 1988، صنّعت الشركة 85% من ألعابها في الصين.
تورّطن شركة غالوب في دعوى قضائية بارزة تتعلق بالملكية الفكرية، ضد شركة نينتيندو أمريكا،  وكانت القضية تتعلق بإصدار نينتندو إنترتينمنت سيستم لعبة غيم جيني. اتهمت شركة نينتندو غالوب بانتهاك حقوق الطبع والنشر من خلال إنشاء مشتق غير مرخص من ألعابها المحمية بحقوق الطبع والنشر. ربحت شركة غالوب الدعوى القضائية واستمرت في توزيع غيم جيني.
في سبتمبر 1998، اشترت شركة الألعاب الأمريكية العملاقة هاسبرو شركة غالوب مقابل 220 مليون دولار. اليوم، أصبحت غالوب علامة تجارية خاصة بشركة هاسبرو. بدأ الاسم في الظهور على منتجات البيع بالتجزئة ابتداءً من عام 2005. استخدمت شركة هاسبرو شعار العلامة التجارية غالوب على مقتنياتها المعدنية المصنوعة من التيتانيوم، بما في ذلك عناصر مختلفة من ألعاب "المتحولون" و حرب النجوم وغيرها.

## روابط خارجية
- Galoob.com (الأرشيف)